# Bottoms Up (album)
Pour les articles homonymes, voir Bottoms Up.
Albums de Obie Trice
Special Reserve
(2009) The Hangover
(2015)
Singles
1. Battle Cry
Sortie : 23 août 2011
2. Spend the Day
Sortie : 6 mars 2012
3. Spill My Drink
Sortie : 21 août 2012

Bottoms Up est le troisième album studio d'Obie Trice, sorti en 2012.

## Liste des titres
| 1.    | Bottoms Up (Intro)                    | O. Trice, A. Young   | Dr. Dre                   | 3:10 |
| 2.    | Going Nowhere                         | O. Trice             | Eminem, Luis Resto (add.) | 3:45 |
| 3.    | Dear Lord                             | O. Trice             | K & Square                | 3:44 |
| 4.    | I Pretend                             | O. Trice             | Coree Benton              | 5:04 |
| 5.    | Richard (featuring Eminem)            | O. Trice, M. Mathers | Statik Selektah           | 3:50 |
| 6.    | BME Up                                | O. Trice             | Phonix Beats              | 3:28 |
| 7.    | Battle Cry (featuring Adrian Rezza)   | O. Trice, A. Rezza   | Lucas Rezza               | 4:14 |
| 8.    | Secrets                               | O. Trice             | K & Square                | 3:45 |
| 9.    | Spill My Drink                        | O. Trice             | NoSpeakerz                | 4:07 |
| 10.   | Spend the Day (featuring Drey Skonie) | O. Trice, L. Jackson | NoSpeakerz                | 3:46 |
| 11.   | Petty                                 | O. Trice             | NoSpeakerz                | 3:25 |
| 12.   | My Time                               | O. Trice             | Geno XO                   | 3:51 |
| 13.   | Ups and Downs                         | O. Trice             | K & Square                | 4:23 |
| 14.   | Hell Yea                              | O. Trice             | NoSpeakerz                | 3:23 |
| 15.   | Crazy (featuring MC Breed)            | O. Trice, E. Breed   | Witt & Pep                | 4:23 |
| 57:52 |                                       |                      |                           |      |

| Titre bonus | Titre bonus | Titre bonus | Titre bonus | Titre bonus | Titre bonus | Titre bonus | Titre bonus | Titre bonus | Titre bonus |
| No          | Titre       | Auteur      | Producteur  | Durée       |             |             |             |             |             |
| ----------- | ----------- | ----------- | ----------- | ----------- | ----------- | ----------- | ----------- | ----------- | ----------- |
| 16.         | LeBron On   | O. Trice    | NoSpeakerz  | 4:14        |             |             |             |             |             |
| 62:39       |             |             |             |             |             |             |             |             |             |

## Samples
- Spend the Day contient un sample de Sorrow Tears and Blood de Fela Kuti & The Afrika 70[5]
- Cant 4eva contient un sample de Don't Close Your Eyes de Kix
- Dear Lord contient un sample de Brooklyn's Finest de Jay-Z feat. The Notorious B.I.G.
- Hell Yea contient un sample de My Name Is d'Eminem

## Classements
| Pays / classement (2012) | Meilleure position |
| ------------------------ | ------------------ |
| Billboard 200            | 113                |
| Top R&B/Hip-Hop Albums   | 18                 |
| Top Rap Albums           | 15                 |
| Top Independent Albums   | 14                 |